# Sonnenallee (film, 1999)
Cet article concerne le film de Leander Haußmann. Pour la rue de Berlin, voir Sonnenallee.
Pour plus de détails, voir Fiche technique et Distribution.
Sonnenallee est un film allemand réalisé par Leander Haußmann, sorti en 1999, décrivant, sur un ton comique, la vie de jeunes habitants de la République démocratique allemande (RDA) pendant les années 1970.
La Sonnenallee (« allée du soleil ») est une rue de Berlin dont la partie sud était un point de passage entre Berlin-Est et Berlin-Ouest. Le film, qui a nécessité près de 3 ans de préparation, est la première réalisation cinématographique du metteur en scène de théâtre Leander Haußmann, qui a coécrit le scénario avec Detlev Buck d'après le roman de Thomas Brussig Am kürzeren Ende der Sonnenallee paru la même année. Cette œuvre est représentative de l'Ostalgie.

## Synopsis
Ce film met en scène différents personnages habitant Sonnenallee, à proximité immédiate du Grenzgebiet (« zone frontière »), dans les années 1970. Le héros, Michael, dit Micha, est un adolescent dont la principale quête est celle du cœur de Miriam, une jeune voisine. Il évolue dans un monde hétéroclite, entre une mère obnubilée par le passage à l'ouest tentant d'usurper l'identité d'une touriste occidentale, un père jamais avare d'une critique envers le régime est-allemand, un oncle venant de l'ouest, une sœur changeant de fiancé toutes les semaines, un voisin membre de la Stasi, et une bande de copains dont les principales préoccupations sont les filles et le rock'n'roll.

## Fiche technique
- Titre : Sonnenallee
- Réalisation : Leander Haußmann
- Scénario : Detlev Buck et Leander Haußmann, d'après le roman Am kürzeren Ende der Sonnenallee de Thomas Brussig
- Production : Claus Boje et Detlev Buck
- Société de production : Boje Buck Produktion
- Musique : Stephen Keusch et Paul Lemp
- Photographie : Peter Krause
- Montage : Sandy Saffeels
- Décors : Lothar Holler
- Costumes : Bert Neumann
- Pays d'origine :  Allemagne
- Format : Couleurs - 1,85:1 - 35 mm
- Durée : 92 minutes
- Date de sortie : 7 octobre 1999
- arte 2009 V.F. Anne Kreis

## Distribution
- Alexander Scheer (VF : Yoann Sover) : Michael « Micha » Ehrenreich
- Alexander Beyer : Mario
- Robert Stadlober (VF : Vincent de Boüard) : Wuschel
- Teresa Weißbach (VF : Margaux Laplace) : Miriam Sommer
- Katharina Thalbach : la mère Ehrenreich
- Ignaz Kirchner (VF : Philippe Ariotti) : l'oncle Heinz
- Elena Meißner : Sabrina
- Detlev Buck : Abschnittsbevollmächtigter Obermeister Horkefeld
- Henry Hübchen : le père Ehrenreich
- Andreas Pietschmann : Cheikh de Berlin
- Paul Faßnacht : le soldat de frontière
- Winfried Glatzeder : le voisin de Miriam
- Margit Carstensen : la directrice de l'école
- Sabine Orléans : l'ingénieure militaire
- Jonathan Meese : l'artiste fou
- Uwe-Dag Berlin : le trafiquant de vinyles

 Source et légende : version française (VF) sur RS Doublage

## Musique
La chanson Du hast den Farbfilm vergessen (« Tu as oublié la pellicule couleur »), chantée par Nina Hagen en 1974, accompagne la dernière scène du film.

## Accueil

### Accueil critique
Le film a globalement reçu de bonnes critiques. Cependant, Marianne Wellershoff, journaliste écrivant pour Der Spiegel a jugé que le film glorifiait la République démocratique allemande et atténuait les aspects négatifs de la vie en Allemagne de l'Est sous Erich Honecker.